# Edmund Richard Hamel
Edmund Richard Hamel (* 26. Juni 1890 in Chemnitz; † 5. Oktober 1983 in Romanshorn, reformiert, seit 1963 heimatberechtigt in Romanshorn) war ein Schweizer Unternehmer deutscher Abstammung.

## Leben und Wirken
Edmund Richard Hamel, als Sohn des Fabrikanten Hermann Hamel am 26. Juni 1890 in Chemnitz geboren, liess sich in den Jahren 1912 bis 1914 zum Maschineningenieur ausbilden. Hamel, der 1919 in die väterliche Spinn- und Zwirnereimaschinenfabrik Carl Hamel AG bei Chemnitz eintrat, gründete 1923  sein eigenes Unternehmen, nämlich die Carl Hamel Spinn- und Zwirnereimaschinen AG, in Arbon.
Da  seine Fabrik in der Schweiz von 1945 bis 1954 als deutsches Vermögen konfisziert gewesen war, konnte  Hamel erst wieder im Jahr 1954 deren Leitung übernehmen. 1958 entwickelte er ein erfolgreiches Zwirnverfahren. 1988 ging schliesslich die Hamel AG in den Besitz des Saurer-Konzerns über.
Edmund Richard Hamel, der 1921 Maria Gertrud, die Tochter des Wilhelm Posselt, ehelichte, verstarb am 5. Oktober 1983 im 94. Lebensjahr in Romanshorn.

## Weblink
- Verena Rothenbühler: Hamel, Edmund Richard. In: Historisches Lexikon der Schweiz.

| Personendaten    | Personendaten                              |
| ---------------- | ------------------------------------------ |
| NAME             | Hamel, Edmund Richard                      |
| KURZBESCHREIBUNG | Schweizer Unternehmer deutscher Abstammung |
| GEBURTSDATUM     | 26. Juni 1890                              |
| GEBURTSORT       | Chemnitz                                   |
| STERBEDATUM      | 5. Oktober 1983                            |
| STERBEORT        | Romanshorn                                 |